# Euonymus crenulatus
Euonymus crenulatus là một loài thực vật có hoa trong họ Dây gối. Loài này được Wall. ex Wight & Arn. mô tả khoa học đầu tiên năm 1834.